# 클로로벤젠
클로로벤젠(chlorobenzene, 화학식: C6H5Cl)는 벤젠의 염화물이며 페닐기에 염소가 붙어있으므로 Ph-Cl 로 표시된다. 물에는 녹지 않고, 대부분의 유기용매와 임의의 비율로 섞인다. 철의 존재하에 벤젠을 염소화하여 얻는다.

## 생성
생성 방법은 1851년 처음 기술되었다.